# Andrea Possenti
Andrea Possenti (Treviglio, 9 luglio 1963) è un astrofisico italiano.
Autore della scoperta nel 2003 della prima pulsar doppia, insieme ai colleghi Nichi d'Amico e Marta Burgay, è stato direttore dell'Osservatorio astronomico di Cagliari.

## Biografia
Possenti si è laureato in fisica presso l'Università degli Studi di Milano ed ha proseguito gli studi con un dottorato di Ricerca in Astronomia presso l'Università di Bologna.
Ha tenuto numerose conferenze e pubblicato due testi divulgativi: "Eclissi" (Mursia, 1999) e "Comete - Diario di viaggio" (Mursia, 2002).
I suoi interessi comprendono la pallacanestro, di cui si è occupato come cronista per la stampa locale della sua città natale. Ha inoltre collaborato con l'Eco di Bergamo.
Da ricordare anche gli onori posti dal comune di Treviglio che lo ha sempre riconosciuto di anno in anno come il più importante compaesano ricercatore della storia contemporanea. 
È docente presso l'Università degli Studi di Cagliari

## La scoperta della pulsar doppia
Le prime osservazioni della pulsar furono effettuate durante un soggiorno di Possenti e del suo team presso il radiotelescopio di Parkes, in Australia, nel 2003. Inizialmente si ritenne di aver individuato una pulsar in rotazione attorno ad una stella di neutroni; la scoperta venne segnalata  dalla rivista Nature per le importanti implicazioni nel campo delle verifiche sperimentali della teoria della relatività generale. In un secondo momento lo stesso team, nel corso di osservazioni più precise, si rese conto di aver individuato il primo sistema conosciuto composto da due pulsar legate gravitazionalmente fra loro.
Il sistema composto dalle pulsar PSR J0737-3039 A e B si trova nella costellazione della Poppa, a circa 2000 anni luce dal sistema solare. Le due pulsar ruotano l'una attorno all'altra con un periodo di 2,4 ore; entrambe, per una fortunatissima coincidenza, rivolgono periodicamente i propri coni di onde radio verso la Terra. La prima ad essere individuata, PSR J0737-3039A, ha un periodo di emissione di 22 millisecondi, mentre la seconda presenta un periodo relativamente più lungo, pari a 2,77 secondi.
Il sistema costituisce un eccezionale laboratorio naturale di fisica, grazie all'altissima velocità di rivoluzione delle pulsar - pari a circa lo 0.1% della velocità della luce nel vuoto. Si spera che dettagliate osservazioni delle due stelle possano portare all'individuazione di fenomeni previsti dalla relatività generale e, in particolare, di onde gravitazionali.